# De Elft
De Elft est une localité située dans la commune néerlandaise de Hollands Kroon, dans la province de la Hollande-Septentrionale.